# Schlacht um Nanchang
1937–1939

Marco-Polo-Brücke – Peking-Tianjin – Chahar – Shanghai (Sihang-Lagerhaus) – Peking-Hankou-Eisenbahn – Tianjin-Pukou-Eisenbahn – Taiyuan (Pingxingguan, Xinkou) – Nanking – Xuzhou (Tai’erzhuang) – Henan – Lanfeng – Amoy – Überflutung des Gelben Flusses – Wuhan (Wanjialing) – Canton – Hainan – Nanchang – (Xiushui) – Chongqing – Suixian-Zaoyang – (Shantou) – Changsha (1939) – Süd-Guangxi – Winteroffensive (Kunlun-Pass) – (Wuyuan)
1940–1942

Zaoyang-Yichang – Hundert Regimenter – Zentral-Hubei – Süd-Henan – West-Hebei – Shanggao – Shanxi – Changsha (1941) – Changsha (1942) – Yunnan-Burma-Straße – Zhejiang-Jiangxi – Sichuan
1943–1945

West-Hubei – Nord-Burma und West-Yunnan – Changde – Ichi-gō – Henan – Changsha (1944) – Guilin–Liuzhou – West-Henan und Nord-Hubei – West-Hunan – Guangxi (1945) – Mandschukuo (1945)
Die Schlacht um Nánchāng (chin.: 南昌會戰) war Teil des Zweiten Japanisch-Chinesischen Kriegs und fand vom 17. März bis zum 9. Mai 1939 in der chinesischen Provinz Jiāngxī statt.
Sie war die erste große Schlacht zwischen der Kaiserlich Japanischen Armee und der Nationalrevolutionären Armee (NRA) Chinas nach der chinesischen Niederlage bei der Schlacht um Wuhan. Dabei verloren die Chinesen ihre wichtigste Nachschublinie, was den Japanern den Weg in die Südostprovinzen öffnete.

## Vorgeschichte
Nach der Schlacht um Wuhan errichteten die Japaner dort das Hauptquartier der 11. Armee. Im Umland befanden sich der 5. und 9. Militärbezirk der Kuomintang. Nanchang fungierte als wichtiger Verbindungsknotenpunkt der Eisenbahn zwischen diesen Bereichen. Weiterhin unterhielten die Chinesen dort einen Militärflugplatz, der die japanischen Schiffe auf dem Jangtse bedrohte. Nanchangs Lage, relativ mittig auf der Linie Wuhan–Shanghai, die von den Japanern kontrolliert wurde, machte die Stadt zu einem sehr bedeutenden strategischen Ziel.
Der 9. Militärbezirk war gerade neu organisiert worden. Chen Cheng war verantwortlicher Oberbefehlshaber und Xue Yue der ausführende Kommandant. Etwa 200.000 Soldaten, eingeteilt in 52 Divisionen, waren im Raum um Nanchang versammelt. Da jedoch Fahrzeuge fehlten und die Umorganisierung der Einheiten eine lange Zeit dauerte, musste der geplante Angriff vorerst verschoben werden.

## Der japanische Angriff
Schon während der Schlacht um Wuhan hatten die Japaner versucht, Nanchang einzunehmen. Dabei waren sie aber von den Chinesen am Xiushui aufgehalten worden. Nachdem die Japaner Verstärkungen und Nachschub bekommen hatten, begannen sie mit rund 120.000 Soldaten einen zweiten Angriff.
Um den Xiushui überqueren zu können, hatten die Japaner mit der 6. Schweren Feldartilleriebrigade das kampfstärkste Artillerieaufgebot unter Generalmajor Sumita Raishirō in das chinesische Hinterland verlegt. Da die Straßen dort in sehr schlechtem Zustand waren, hatten sie die normalen Feldartilleriegeschütze überwiegend durch leichter zu transportierende Gebirgsartillerie ersetzt. Insgesamt standen so am Xiushui etwa 200 Geschütze zur Verfügung. Das Trommelfeuer der Brigade begann um 7:00 Uhr am 21. März. Da die Chinesen während der Flussüberquerung kaum Widerstand leisteten, konnte der Beschuss schon nach einem Drittel der geplanten Zeit eingestellt werden.
Unterdessen waren die Infanterietruppen zwei Kilometer weit zum Fluss vorgerückt und begannen mit dem Brückenbau. Nach der Überquerung hielten sie einen Brückenkopf auf der anderen Uferseite. Zwei Tage später bombardierte die Kaiserlich Japanische Marine mit Unterstützung von Kampfflugzeugen die Stadt Wucheng an der Einmündung des Xiushui in den Poyang-See. Anschließend landeten Marinetruppen nahe der Stadt.
Der Ausbruch aus dem Xiushui-Brückenkopf gelang den Japanern am 26. März mit der Unterstützung von Panzereinheiten. Es gelang ihnen, bis westlich an den Stadtrand von Nanchang vorzurücken. Dabei schlugen sie die chinesischen Verstärkungseinheiten aus dem 3. Militärbezirk. Unterdessen zogen die Panzer unter Oberst Ishii mit einem geschickten Manöver chinesische Einheiten vom Kampfgeschehen um Nanchang ab, so dass den Japanern die Einnahme der Stadt unter deutlich weniger Opfern gelang als eingeplant.
Nach nur eintägiger Belagerung fiel Nanchang am 27. März an die Japaner. Damit war die Schlacht aber noch nicht beendet.

## Die chinesische Gegenattacke
Nachdem gegen Ende April mehrere japanische Einheiten aus Nanchang in andere Gebiete verlegt worden waren, um dort an weiteren Operationen teilzunehmen, sahen die Chinesen durch die geschwächte japanische Kampfkraft ihre Chance zur Rückeroberung von Nanchang gekommen.
Am 21. April versuchten Truppen der 3. und 9. Militärbezirke, eine Bresche durch die japanischen Linien um Nanchang zu schlagen, damit die 32. Armeegruppe innerhalb von fünf Tagen die Stadt erreichen konnte. Doch schwere japanische Luftangriffe und der Widerstand neu eingetroffener japanischer Marinesoldaten, welche die japanischen Garnison verstärkten, verhinderten einen Durchbruch. Die Chinesen sahen sich am 9. Mai gezwungen, den Rückzug anzutreten.

## Folgen der Schlacht
Mit dem Fall von Nanchang war den Japanern der wichtigste chinesische Eisenbahnknotenpunkt in die Hände gefallen. Auch der für die chinesische Verteidigung wichtige Militärflugplatz war faktisch ausgeschaltet. Nachschub- und Entsatzlieferungen für die Südprovinzen wurden für die Chinesen nun deutlich erschwert, während für die Japaner der Weg in Richtung Indochina weitestgehend frei war.